# Li Zhongchen
Li Zhongchen (chinês: 李忠臣) (716 – 8 de julho de 784), né Dong Qin (董秦), foi um general da dinastia Tang chinesa. Ele era conhecido tanto como um apoiador da causa imperial, mas também como um governador militar corrupto e violento (Jiedushi). Mais tarde, foi expulso pelo próprio exército e, devido ao seu serviço às causas imperiais, foi mantido pelos Imperador Daizong e Imperador Dezong como funcionário na capital Tang, Chang'an. Em 783, ele se juntou ao estado rebelde de Qin de Zhu Ci, e após a derrota de Zhu em 784, foi capturado e executado.

## Início de vida
Dong Qin nasceu em 716, durante o reinado do Imperador Xuanzong. Sua família era da Prefeitura de You (幽州, aproximadamente a atual Pequim). Ele afirmava que seu bisavô, Dong Wenyu (董文昱), era um prefeito da prefeitura; seu avô, Dong Xuanjiang (董玄獎), era um oficial sob o Protetorado Geral para Pacificar o Leste; e seu pai, Dong Shenjiao (董神嶠), serviu como oficial de recrutamento militar. Dong Qin se tornou soldado quando jovem e dizia-se que era excepcionalmente capaz e forte. Ele serviu sucessivamente a três governadores militares (Jiedushi) estacionados na Prefeitura de You - Xue Chuyu (薛楚玉), Zhang Shougui (張守珪), e An Lushan, e devido às suas realizações, recebeu repetidas promoções, eventualmente recebendo o título de general e comandante avançado em um dos circuitos que An governava, o Circuito Pinglu (平盧, com sede na atual Chaoyang, Liaoning).

## Serviço no Circuito Pinglu
Em 755, An Lushan rebelou-se contra o governo do Imperador Xuanzong, e logo capturou a capital oriental Tang, Luoyang, e se declarou imperador de um novo estado de Yan. O governador militar de Pinglu, Lü Zhihui (呂知誨), era seguidor de An, e ele prendeu e matou o vice-Protetor Geral para Pacificar o Leste, Fumeng Lincha (夫蒙靈詧). Em resposta, Dong Qin e seus colegas Liu Kenu (劉客奴) e Wang Xuanzhi (王玄志) mataram Lü e assumiram o controle do circuito, mantendo contato remoto com Yan Zhenqing, um dos poucos generais Tang que resistiam às forças de Yan ao norte do Rio Amarelo.
Quando Yan informou o governo imperial Tang da situação, Liu foi nomeado governador militar para substituir Lü, Wang foi nomeado vice-protetor geral para substituir Fumeng, e Dong foi nomeado comandante militar do circuito (兵馬使, Bingmashi). O exército de Pinglu subsequentemente fez uma série de ataques de assédio à base original de An em Fanyang (范陽, ou seja, a Pequim moderna), e Dong se destacou nessas batalhas, incluindo uma vitória sobre o general Xi Abuli (阿布離) quando os Xi se aliaram com Yan. 
Posteriormente, após Liu sofrer uma derrota e retornar a Pinglu, Wang, por razões perdidas para a história, envenenou Liu até a morte. Na primavera de 757, Wang enviou Dong com um exército sobre o Mar Bohai, em jangadas simples, para se juntar ao general Tian Shen'gong (田神功) para atacar os Comandos de Pingyuan (平原, aproximadamente a moderna Dezhou, Shandong) e Le'an (樂安, aproximadamente a moderna Binzhou, Shandong), recapturando-os das forças de Yan. O general Tang no comando geral da área, Li Xian (李銑), exercendo autoridade imperial, nomeou Dong governador do Comando de Pingyuan. (Dong não voltaria mais a Pinglu a partir deste ponto.)

## Como general itinerante durante a Rebelião de Anshi
Mais tarde, em 757, quando o filho do Imperador Xuanzong, Imperador Suzong, assumiu como imperador, um exército conjunto Tang e Huige recapturou Chang'an e Luoyang de Yan, então sob o domínio de An Qingxu, filho de An Lushan (An Lushan havia sido assassinado por An Qingxu no início do ano). An Qingxu fugiu para Yecheng e organizou sua defesa lá. Vários generais Tang, incluindo, além de Dong Qin, Guo Ziyi, Lu Jiong (魯炅), Li Huan (李奐), Xu Shuji (許叔冀), Li Siye, Ji Guangchen (季廣琛), Cui Guangyuan (崔光遠), Li Guangbi, e Wang Sili (王思禮), convergiram para Yecheng e a puseram sob cerco, embora as forças Tang não conseguissem capturar Yecheng rapidamente.
Na primavera de 759, o general Yan Shi Siming, que havia se submetido brevemente ao Imperador Suzong mas depois se voltou novamente contra Tang, atacou as forças Tang em Yecheng e as fez entrar em colapso e dispersão, e então matou An Qingxu, assumindo como imperador de Yan. Ele então atacou para o sul. Com Guo culpado pelo colapso em Yecheng, Li Guangbi foi colocado no comando geral das forças Tang na região, e ele colocou Xu no comando da defesa da Prefeitura de Bian (汴州, na moderna Kaifeng, Henan). Dong, junto com Tian, Liang Pu (梁浦) e Liu Congjian (劉從諫), serviram sob Xu. Quando Shi chegou à Prefeitura de Bian e inicialmente derrotou Xu, no entanto, Xu se rendeu, junto com Dong, Tian, Liang e Liu. Shi há muito tempo estava impressionado com Dong, e ele bateu nas costas de Dong e declarou: "Antes, eu só tinha uma mão esquerda. Agora que tenho você, senhor, também tenho uma mão direita."
Quando Dong subsequentemente acompanhou Shi na captura de Luoyang e depois atacou o posto avançado chave Heyang (河陽, perto de Luoyang), no entanto, ele aproveitou a oportunidade para fugir do acampamento de Shi e se juntar a Li Guangbi, que então defendia Heyang. O Imperador Suzong nomeou Dong o comandante militar dos Exércitos de Shanxi (陝西) e Shence (神策), e lhe concedeu não apenas o sobrenome imperial de Li, mas também um novo nome pessoal, Zhongchen ("súdito fiel"). Ele também concedeu a Li Zhongchen o título de Duque de Longxi e lhe presenteou com muitos tesouros. Li Zhongchen e outro comandante militar do Exército Shence, Wei Boyu (衛伯玉), subsequentemente defenderam a Prefeitura de Shan (陝州, na moderna Sanmenxia, Henan) contra os ataques do general de Shi, Li Guiren (李歸仁), e conseguiram repelir Li Guiren.
O Imperador Suzong faleceu em 762 e foi sucedido por seu filho Imperador Daizong. Logo depois, Li Zhongchen foi nomeado governador militar do Circuito de Huaixi (淮西, com sede na moderna Zhumadian, Henan), governando sobre 12 prefeituras. Ele posteriormente se juntou a outros generais Tang e Huige na recaptura de Luoyang do filho e sucessor de Shi Siming, Shi Chaoyi, forçando Shi Chaoyi a fugir. (Shi Chaoyi posteriormente se suicidaria, encerrando a Rebelião de Anshi.) Depois que o Bögü Qaghan Yaoluoge Yidijian, de Huige, retornou ao seu próprio reino, os generais remanescentes de Huige, An Ke (安恪) e Shi Diting (石帝庭), reuniram grupos de bandidos e saquearam a região. O Imperador Daizong encarregou Dong de destruí-los, e ele o fez, antes de retornar a Huaixi.

## ComoJiedushido Circuito Huaixi
Em 765, quando o general Pugu Huai'en, que havia se rebelado anteriormente, persuadiu tropas de Huige e Tufan a se juntarem a ele para atacar Chang'an, o Imperador Daizong, a sugestão de Guo Ziyi, emitiu ordens convocando os generais Li Baoyu, Li Guangjin (李光進, irmão de Li Guangbi), Bai Xiaode (白孝德), Ma Lin (馬璘), Hao Tingyu (郝庭玉) e Li Zhongchen. Diz-se que, no entanto, quando a maioria desses generais recebeu as ordens, eles não lançaram suas forças imediatamente. Quanto a Li Zhongchen, porém, depois de receber as ordens enquanto jogava um jogo de bola com os oficiais, ele imediatamente ordenou que o exército fosse lançado. Quando seus subordinados e o eunuco que monitorava seu exército sugeriram que o exército deveria ser lançado em um dia considerado auspicioso, Li Zhongchen ficou irritado e respondeu: "Se os pais têm um desastre repentino, os filhos não podem esperar por um dia bom para salvá-los." Posteriormente, antes que ele e os outros generais pudessem chegar a Chang'an, Pugu morreu, e o exército de Huige e Tufan, embora inicialmente ainda avançasse em direção a Chang'an, desacelerou. Ele participou na subsequente defesa de Chang'an, embora as forças de Huige tenham se retirado depois que Guo as persuadiu a fazê-lo, e as forças de Tufan se retiraram em seguida também.
Em 767, quando o governador militar do Circuito Tonghua (同華, na moderna Weinan, Shaanxi), Zhou Zhiguang (周智光), tornou-se cada vez mais violento (incluindo, entre outras coisas, o massacre de toda a família do colega governador militar Du Mian (杜冕)) e representou uma ameaça ao imperador, o Imperador Daizong enviou Guo para atacar Zhou, cujos subordinados subsequentemente o mataram e se renderam. Naquele momento, Li Zhongchen estava indo em direção a Chang'an vindo de Huaixi para prestar homenagem ao imperador, e ele usou a desculpa de atacar Zhou para entrar na Prefeitura de Hua (華州, também na moderna Weinan), uma das prefeituras sob o comando de Zhou, e saqueou-a pesadamente. Diz-se que toda a região entre o Passo Tong e o Rio Chi (赤水, que passa pela Prefeitura de Hua), toda a riqueza das pessoas foi saqueada, e até as roupas dos oficiais foram arrancadas, de modo que tiveram que vestir roupas feitas de papel.
Em 771, Li Zhongchen participou pessoalmente na rotação anual de defesa na fronteira oeste contra possíveis ataques de Tufan.
Em 775, houve uma perturbação na Prefeitura de Shan em que os soldados se amotinaram e expulsaram à força seu comandante militar, Zhao Lingzhen (趙令珍). Eles também saquearam o tesouro da prefeitura. O governador do circuito (觀察使, Guanchashi) Li Guoqing (李國清) não conseguiu reprimi-los e só foi poupado ao se humilhar diante deles. O Imperador Daizong ordenou a Li Zhongchen, então em outra viagem a Chang'an para prestar homenagem a ele, que reprimisse o motim. Quando Li Zhongchen chegou à Prefeitura de Shan, os soldados conheciam sua reputação e se submeteram a ele, não ousando fazer mais nada. Ele ordenou que eles entregassem os itens saqueados e prometeu que aqueles que o fizessem não seriam mais processados. Eles o fizeram, e depois que ele coletou os saques, não os devolveu ao tesouro da Prefeitura de Shan, mas os distribuiu para seus próprios soldados.
Mais tarde, em 775, quando Tian Chengsi, o governador militar do Circuito Weibo (魏博, com sede na moderna Handan, Hebei), havia ofendido tanto o imperador quanto os governadores militares próximos, o Imperador Daizong ordenou uma campanha contra ele. Li Zhongchen e Li Zhengji deveriam atacar Weibo pelo sul, e Zhu Tao, Li Baochen e Xue Jianxun (薛兼訓) deveriam atacar pelo norte. Li Zhongchen inicialmente sitiou a Prefeitura de Wei (衛州, na moderna Xinxiang, Henan) de Weibo, mas depois que Li Zhengji se retirou da campanha devido ao medo de que seus próprios soldados se amotinassem e uma humilde carta que Tian lhe enviou, Li Zhongchen também se retirou. O Imperador Daizong foi subsequentemente forçado a abandonar a campanha contra Tian.
Em 776, após a morte do irmão de Tian Shen'gong, Tian Shenyu (田神玉), o circuito que ele governava na época, o Circuito Biansong (汴宋, com sede em Kaifeng moderna), caiu nas mãos de seu oficial Li Lingyao (李靈曜). O Imperador Daizong ordenou aos governadores militares ao redor de Biansong que o atacassem. Li Zhongchen juntou forças com Ma Sui, e seus exércitos constituíram a principal força de assalto contra a capital de Biansong, a Prefeitura de Bian. Após uma derrota inicial nas mãos de Li Lingyao, Li Zhongchen considerou se retirar, mas quando Ma manteve sua posição, Li Zhongchen também permaneceu e continuou a campanha. Após várias vitórias, no inverno de 776, eles sitiaram Bian. Quando Tian Chengsi enviou um exército comandado por seu sobrinho Tian Yue para ajudar Li Lingyao, Li Zhongchen enviou seu subordinado Li Chongqian (李重倩) para lançar um ataque surpresa ao exército de Tian Yue, fazendo-o entrar em colapso. Sem ajuda, Li Lingyao fugiu, mas foi capturado por Li Mian o governador militar do Circuito Yongping (永平, com sede na moderna Anyang, Henan) e entregue a Chang'an para ser executado. 
Dizia-se que Ma sabia que Li Zhongchen creditaria apenas a si mesmo com a vitória e, portanto, não entrou em Bian para evitar um conflito. Quando Li Senghui (李僧惠), um general de Biansong que havia se submetido à autoridade imperial no início da campanha e que havia participado da derrota de Li Lingyao, discordou com Li Zhongchen, este o surpreendeu e o matou em uma reunião. Posteriormente, o Imperador Daizong deu a Li Zhongchen a designação honorária de chanceler Tong Zhongshu Menxia Pingzhangshi (同中書門下平章事) e emitiu ordens adicionando a Prefeitura de Bian ao seu circuito e transferindo a sede de Huaixi para a Prefeitura de Bian. (No entanto, Li Zhongchen parece não ter realmente transferido a sede para a Prefeitura de Bian de sua então sede em Cai Prefecture (蔡州), com base em eventos subsequentes.)
Era dito que, neste ponto, Li Zhongchen era ganancioso, violento e moralmente imoral. Se os oficiais e soldados tivessem esposas ou filhas bonitas, ele frequentemente forçava as mulheres a ter relações sexuais com ele. Ele confiava os assuntos importantes do circuito a seu cunhado Zhang Huiguang (張惠光), a quem nomeou seu vice. Dizia-se que Zhang era corrupto e causava muitos pesares aos soldados. O filho de Zhang, um oficial, era ainda mais corrupto que seu pai. 
O oficial Li Xilie, filho de um primo de Li Zhongchen, era apoiado pelos soldados, e ele aproveitou essa oportunidade para planejar um motim com seu colega Ding Gao (丁暠). Em 28 de março de 779, Li Xilie e Ding mataram Zhang e seu filho e expulsaram Li Zhongchen. Li Zhongchen fugiu para Chang'an. O Imperador Daizong, reconhecendo seus feitos passados, manteve-o em Chang'an e concedeu-lhe o título honorário de Sikong (司空, um dos Três Excelências) e permitiu-lhe exercer suas autoridades honorárias anteriores como chanceler. Ele nomeou Li Xilie como governador militar interino, mas retirou do circuito as Prefeituras de Bian e Ying (潁州, em moderno Fuyang, Anhui), transferindo-as para o Circuito de Yongping sob o comando de Li Mian.

## Como oficial em Chang'an
Após a morte do Imperador Daizong em 779, Li Zhongchen permaneceu como chanceler sob o filho e sucessor do Imperador Daizong, Imperador Dezong. Em uma ocasião, durante uma discussão de assuntos oficiais com o Imperador Dezong, este comentou: "Vós, senhor, tendes grandes orelhas. Isso é sinal de que sois uma pessoa verdadeiramente honrada." Li Zhongchen respondeu: "Vosso servo ouviu dizer que burros têm orelhas grandes e dragões têm orelhas pequenas. Minhas orelhas são grandes, mas são orelhas de burro." 
O Imperador Dezong ficou contente com a bajulação.
Em 780, quando o oficial Zhang She (張涉), que anteriormente fora professor do Imperador Dezong, foi acusado de receber suborno de outro oficial, Xin Jinggao (辛京杲), o Imperador Dezong inicialmente estava inclinado a punir Zhang severamente. Li Zhongchen interveio e afirmou: "Vossa Majestade Imperial é o Filho do Céu, mas permitiu que vosso mestre cometesse crimes por pobreza. Com base na visão tola deste vosso servo, não é culpa de vosso mestre." A ira do Imperador Dezong se acalmou, e ele simplesmente destituiu Zhang de seus cargos e o mandou para casa. 
Enquanto isso, Xin, que, além disso, também foi acusado de matar um de seus soldados devido a uma disputa particular, estava prestes a ser executado. O Imperador Dezong estava prestes a aprovar a execução, quando Li Zhongchen afirmou: "Xin Jinggao deveria ter morrido há muito tempo." Quando o Imperador Dezong perguntou por que, ele respondeu: "Os tios e irmãos de Xin todos morreram em serviço ao império. Só ele resta. É por isso que digo que ele deveria ter morrido há muito tempo." O Imperador Dezong teve piedade e poupou a vida de Xin, apenas rebaixando-o a professor de um dos príncipes imperiais. Por essas ações de salvar colegas, Li Zhongchen foi elogiado. No entanto, diz-se que Li Zhongchen era um pensador reto e que não lia ou favorecia os estudiosos. Apesar de ocupar altos cargos, ele não estava feliz por ter perdido seu comando militar.

## Como oficial do estado de Qin/Han de Zhu Ci
No outono de 783, soldados do Circuito de Jingyuan, com sede em Pingliang, Gansu, estavam em Chang'an, prontos para serem enviados para o leste para combater quatro governadores militares rebeldes - Zhu Tao, Wang Wujun, Tian Yue (que herdou seu cargo de Tian Chengsi) e Li Na. Irritados por não terem recebido recompensas enquanto estavam em Chang'an, amotinaram-se, forçando o Imperador Dezong a fugir para Fengtian, em Xianyang, Shaanxi. Eles apoiaram o irmão de Zhu Tao, Zhu Ci, que havia sido destituído de seu comando após a rebelião de Zhu Tao, como seu líder. Zhu Ci inicialmente agiu como se fosse acalmar a situação e depois receber o Imperador Dezong de volta a Chang'an, mas secretamente estava considerando assumir como imperador ele próprio.
Ele reuniu um grupo de funcionários que acreditava estar insatisfeitos com o Imperador Dezong - Li Zhongchen, Yuan Xiu, Zhang Guangsheng e Duan Xiushi - e começou a planejar se declarar imperador de um novo estado de Qin. Em uma reunião deste círculo próximo, no entanto, Duan, que não estava disposto a submeter-se a ele, tentou assassiná-lo. Zhu escapou da morte apenas com a ajuda de Li Zhongchen, e Duan foi morto.
Quando Zhu então se declarou imperador de Qin, fez de Li Zhongchen um de seus chanceleres e o manteve encarregado de Chang'an quando subsequentemente liderou pessoalmente tropas para sitiar Fengtian. Li Zhongchen, no entanto, não foi capaz de lidar com os combatentes da resistência Tang perto de Chang'an, forçando Zhu a enviar repetidamente ajuda de Fengtian, prejudicando os esforços de Zhu para sitiar Fengtian. Quando o general Tang Li Huaiguang posteriormente chegou das regiões orientais e teve sucesso contra as forças de Qin, Zhu foi forçado a suspender o cerco a Fengtian e retornar a Chang'an, permitindo que o Imperador Dezong sobrevivesse. Depois que Zhu (que mudou o nome de seu estado para Han em 784) foi ainda mais derrotado em 784 e fugiu de Chang'an, Li Zhongchen também fugiu de Chang'an, mas foi capturado por soldados sob o general Tang Li Sheng em Fanchuan (樊川, perto de Chang'an). Ele foi executado em 8 de julho, junto com seu filho. Seus pertences foram confiscados.